# Île Tamanou
L’île Tamanou est une îlot de Nouvelle-Calédonie appartenant administrativement à Nouméa.